# 菲興克里克鎮區 (北卡羅萊納州格蘭維爾縣)
菲興克里克鎮區（英語：Fishing Creek Township）是位於美國北卡羅萊納州格蘭維爾縣的一個鎮區。

## 地方資料
菲興克里克鎮區的面積為164.20平方千米，皆為陸地。根據2020年美國人口普查的數據，當地共有人口8483人，而人口密度為每平方千米51.66人。